# Вулиця Ніла Хасевича (Київ)
Ву́лиця Ніла Хасевича — вулиця в Солом'янському районі міста Києва, селище Жуляни. Пролягає від вулиці Михайла Лучкая до М'ятної вулиці.

## Історія
Вулиця виникла наприкінці 2010-х років під проєктною назвою Проєктна 13058. 
Сучасна назва на честь художника, графіка, громадського і політичного діяча, члена ОУН і УГВР Ніла Хасевича — з 2019.